# Freestyle-Skiing-Juniorenweltmeisterschaften 2014
Die 8. FIS Freestyle-Skiing-Juniorenweltmeisterschaften fanden vom 25. März bis zum 6. April 2014 in Chiesa in Valmalenco statt. Ausgetragen wurden Wettkämpfe im Moguls, Dual Moguls, Aerials, Skicross, Halfpipe und Slopestyle.

## Medaillenspiegel
| Platz | Land                   | Gold | Silber | Bronze | Gesamt |
| ----- | ---------------------- | ---- | ------ | ------ | ------ |
| 1     | Vereinigte Staaten     | 3    | 3      | 2      | 8      |
| 2     | Russland               | 1    | 2      | 3      | 6      |
| 3     | Schweiz                | 1    | 2      | 1      | 4      |
| 4     | Frankreich             | 1    | 1      | 1      | 3      |
| 4     | Norwegen               | 1    | 1      | 1      | 3      |
| 6     | Deutschland            | 1    | -      | 3      | 4      |
| 7     | Finnland               | 1    | -      | 1      | 2      |
| 8     | Kanada                 | 1    | -      | -      | 1      |
| 8     | Neuseeland             | 1    | -      | -      | 1      |
| 8     | Vereinigtes Königreich | 1    | -      | -      | 1      |
| 11    | Schweden               | -    | 2      | -      | 2      |
| 12    | Volksrepublik China    | -    | 1      | -      | 1      |
|       | Gesamt                 | 12   | 12     | 12     | 36     |

## Ergebnisse Frauen

### Aerials
| Platz | Land                   | Sportlerin              |
| ----- | ---------------------- | ----------------------- |
| 1     | Kanada                 | Catrine Lavallée        |
| 2     | Russland               | Alexandra Orlowa        |
| 3     | Russland               | Ljubow Nikitina         |
| 4     | Vereinigte Staaten     | Chan Si Ning            |
| 5     | Vereinigte Staaten     | Winter Vinecki          |
| 6     | Kasachstan             | Schanbota Aldabergenowa |
| 7     | Vereinigte Staaten     | Madison Olsen           |
| 8     | Belarus                | Hanna Roslik            |
| 9     | Vereinigtes Königreich | Elodie Wallace          |
| 10    | Volksrepublik China    | Zhu Yingying            |

Datum: 25. März 2014

Es waren 16 Teilnehmerinnen am Start.

### Moguls
| Platz | Land               | Sportlerin              |
| ----- | ------------------ | ----------------------- |
| 1     | Vereinigte Staaten | Keaton McCargo          |
| 2     | Vereinigte Staaten | Morgan Schild           |
| 3     | Frankreich         | Perrine Laffont         |
| 4     | Vereinigte Staaten | Nessa Dziemian          |
| 5     | Vereinigte Staaten | Ali Kariotis            |
| 6     | Südkorea           | Seo Jee-won             |
| 7     | Norwegen           | Aurora Amundsen         |
| 8     | Norwegen           | Emilie Klingen Amundsen |
| 9     | Japan              | Moka Hatada             |
| 10    | Frankreich         | Léa Bouard              |

Datum: 26. März 2014

Es waren 22 Teilnehmerinnen am Start.

Weitere Teilnehmerinnen aus deutschsprachigen Ländern:

 Nicole Gasparini: 11. Platz

 Lara Frost: 13. Platz

### Dual Moguls
| Platz | Land               | Sportlerin      |
| ----- | ------------------ | --------------- |
| 1     | Vereinigte Staaten | Ali Kariotis    |
| 2     | Vereinigte Staaten | Morgan Schild   |
| 3     | Vereinigte Staaten | Keaton McCargo  |
| 4     | Frankreich         | Perrine Laffont |
| 5     | Frankreich         | Léa Bouard      |
| 6     | Norwegen           | Aurora Amundsen |
| 7     | Südkorea           | Seo Jee-won     |
| 8     | Frankreich         | Camille Cabrol  |

Datum: 27. März 2014

Es waren 22 Teilnehmerinnen am Start.

Weitere Teilnehmerinnen aus deutschsprachigen Ländern:

 Lara Frost: 14. Platz

 Nicole Gasparini: 20. Platz

### Skicross
| Platz | Land        | Sportlerin          |
| ----- | ----------- | ------------------- |
| 1     | Schweiz     | Jorinde Müller      |
| 2     | Schweden    | Sandra Näslund      |
| 3     | Deutschland | Margarethe Aschauer |
| 4     | Tschechien  | Andrea Zemanová     |
| 5     | Italien     | Sabine Wolfsgruber  |
| 6     | Schweden    | Mikaela Thorvall    |
| 7     | Frankreich  | Amelie Schneider    |
| 8     | Australien  | Lilly Speiser       |
| 9     | Norwegen    | Louise Skajem       |
| 10    | Schweden    | Alexandra Edebo     |

Datum: 6. April 2014

Es waren 20 Teilnehmerinnen am Start.

Weitere Teilnehmerinnen aus deutschsprachigen Ländern:

 Michelle Buchholzer: 12. Platz

 Katharina Tordi: 19. Platz

### Halfpipe
| Platz | Land               | Sportlerin            |
| ----- | ------------------ | --------------------- |
| 1     | Deutschland        | Sabrina Cakmakli      |
| 2     | Russland           | Jelisaweta Chesnokowa |
| 3     | Vereinigte Staaten | Jamie Crane-Mauzy     |
| 4     | Niederlande        | Isabelle Hanssen      |
| 5     | Vereinigte Staaten | Mary Daubenschmidt    |

Datum: 30. März 2014

Es waren fünf Teilnehmerinnen am Start.

### Slopestyle
| Platz | Land                   | Sportlerin        |
| ----- | ---------------------- | ----------------- |
| 1     | Vereinigtes Königreich | Katie Summerhayes |
| 2     | Norwegen               | Johanne Killi     |
| 3     | Deutschland            | Sabrina Cakmakli  |
| 4     | Norwegen               | Sandra Eie        |
| 5     | Vereinigte Staaten     | Kathryn Alexander |
| 6     | Schweden               | Anja Krivec       |
| 7     | Schweiz                | Camillia Berra    |
| 8     | Vereinigte Staaten     | Anna Tedesco      |

Datum: 3. April 2014

Es waren 11 Teilnehmerinnen am Start.

## Ergebnisse Männer

### Aerials
| Platz | Land                | Sportler           |
| ----- | ------------------- | ------------------ |
| 1     | Russland            | Maxim Burow        |
| 2     | Volksrepublik China | Wang Shuang        |
| 3     | Russland            | Wassili Polenow    |
| 4     | Volksrepublik China | Wang Xindi         |
| 5     | Russland            | Stanislaw Nikitin  |
| 6     | Vereinigte Staaten  | Christopher Lillis |
| 7     | Vereinigte Staaten  | Zachary Surdell    |
| 8     | Schweiz             | Fabian Kern        |
| 9     | Schweiz             | Nicolas Gygax      |
| 10    | Belarus             | Artsiom Bashlakou  |

Datum: 25. März 2014

Es waren 20 Teilnehmer am Start.

### Moguls
| Platz | Land               | Sportler         |
| ----- | ------------------ | ---------------- |
| 1     | Vereinigte Staaten | Thomas Rowley    |
| 2     | Frankreich         | Benjamin Cavet   |
| 3     | Russland           | Egor Anufrijew   |
| 4     | Kasachstan         | Pawel Kolmakow   |
| 5     | Finnland           | Jimi Salonen     |
| 6     | Russland           | Alexei Pawlenko  |
| 7     | Vereinigte Staaten | Joel Hedrick     |
| 8     | Frankreich         | Nicolas Messiez  |
| 9     | Iran               | Darius Baradaran |
| 10    | Vereinigte Staaten | Jack Kariotis    |

Datum: 26. März 2014

Es waren 44 Teilnehmer am Start.

Weitere Teilnehmer aus deutschsprachigen Ländern:

 Fabio Gasparini: 20. Platz

 Leif Harfst: 24. Platz

 Nicolo Manna: 25. Platz

 Tim Grasemann: 27. Platz

 Pirmin Kaufmann: 33. Platz

### Dual Moguls
| Platz | Land               | Sportler        |
| ----- | ------------------ | --------------- |
| 1     | Frankreich         | Benjamin Cavet  |
| 2     | Vereinigte Staaten | Thomas Rowley   |
| 3     | Schweiz            | Marco Tadé      |
| 4     | Vereinigte Staaten | Joel Hedrick    |
| 5     | Südkorea           | Choi Jae-woo    |
| 6     | Russland           | Alexei Pawlenko |
| 7     | Japan              | Ikuma Horishima |
| 8     | Kasachstan         | Pawel Kolmakow  |

Datum: 27. März 2014

Es waren 42 Teilnehmer am Start.

Weitere Teilnehmer aus deutschsprachigen Ländern:

 Pirmin Kaufmann: 15. Platz

 Leif Harfst: 23. Platz

 Tim Grasemann: 26. Platz

 Nicolo Manna: 32. Platz

### Skicross
| Platz | Land               | Sportler            |
| ----- | ------------------ | ------------------- |
| 1     | Norwegen           | Magnus Björnnes     |
| 2     | Schweden           | John Eklund         |
| 3     | Deutschland        | Valentin Egger      |
| 4     | Norwegen           | Marius Heje Mähle   |
| 5     | Deutschland        | Marzellus Renn      |
| 6     | Russland           | Artem Kostenko      |
| 7     | Vereinigte Staaten | Tyler Wallasch      |
| 8     | Italien            | Francesco Mauriello |
| 9     | Kanada             | Trent McCarthy      |
| 10    | Frankreich         | Tom Bonnefond       |

Datum: 6. April 2014

Es waren 49 Teilnehmer am Start.

Weitere Teilnehmer aus deutschsprachigen Ländern:

 Felix Klapprott: 11. Platz

 Adam Kappacher: 13. Platz

 Bryan Zooler: 16. Platz

 Daniel Traxler: 17. Platz

 Romain Détraz: 18. Platz

 Maximilian Linninger: 21. Platz

 Tim Hronek: 43. Platz

### Halfpipe
| Platz | Land               | Sportler         |
| ----- | ------------------ | ---------------- |
| 1     | Neuseeland         | Beau-James Wells |
| 2     | Schweiz            | Joel Gisler      |
| 3     | Finnland           | Kalle Hilden     |
| 4     | Vereinigte Staaten | Jacob Beebe      |
| 5     | Neuseeland         | Finn Bilous      |
| 6     | Vereinigte Staaten | Birk Irving      |
| 7     | Neuseeland         | Miguel Porteous  |
| 8     | Österreich         | Marco Ladner     |

Datum: 30. März 2014

Es waren 14 Teilnehmer am Start.

Weitere Teilnehmer aus deutschsprachigen Ländern:

 Simon Grissemann: 10. Platz

 Andreas Gohl: 12. Platz

 Lukas Müllauer: 13. Platz

### Slopestyle
| Platz | Land                   | Sportler          |
| ----- | ---------------------- | ----------------- |
| 1     | Finnland               | Joona Kangas      |
| 2     | Schweiz                | Till Matti        |
| 3     | Norwegen               | Robert Andre Ruud |
| 4     | Schweiz                | Luca Schuler      |
| 5     | Frankreich             | Antoine Adelisse  |
| 6     | Finnland               | Otto Raisanen     |
| 7     | Vereinigtes Königreich | Cal Sandieson     |
| 8     | Frankreich             | Hugo Laugier      |
| 9     | Italien                | Ralph Welponer    |
| 10    | Schweiz                | Andri Ragettli    |

Datum: 3. April 2014

Es waren 51 Teilnehmer am Start.

Weitere Teilnehmer aus deutschsprachigen Ländern:

 Jonas Hunziker: 15. Platz

 Daniel Walchhofer: 18. Platz

 Lukas Müllauer: 23. Platz

 Moritz Neuhauser: 24. Platz

 Max Mall: 32. Platz

 Tobias Müller: 35. Platz

 Lukas Schlickenrieder: 38. Platz

 Ole Pavel: 40. Platz

 Marco Ladner: 45. Platz